# Synagogue de Cassel (1839-1938)

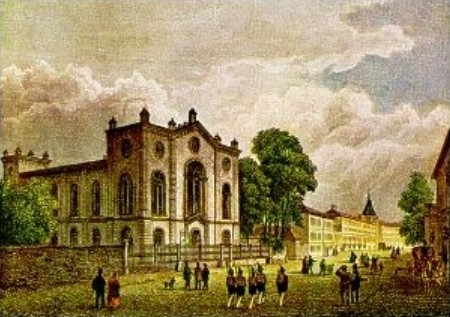
La synagogue de Cassel. Gravure colorée par G.M. Kurz d'après un dessin de Ludwig Rohbock (1820-1880).

La synagogue de Cassel, inaugurée en 1839, a été pillée par les nazis en 1938, deux jours avant la nuit de Cristal où la plupart des lieux de culte juif d'Allemagne furent incendiés. La synagogue a été démolie dans les jours qui suivirent sur instruction de la municipalité.
Cassel est une ville allemande du Land de Hesse, sur la rivière Fulda. Elle compte actuellement un peu moins de 200 000 habitants.

## Histoire de la communauté juive

### Du Moyen Âge auXVIIIesiècle
Une communauté juive existe à Cassel depuis le Moyen Âge. En 1262, il y a déjà une Judengasse (ruelle aux Juifs), ce qui tend à prouver qu'il y avait des Juifs depuis au moins la première partie du XIIIe siècle.  En 1293, une Juive, Rechelin (Rachel), est désignée comme propriétaire antérieure et habitante d'une maison.
Lors des massacres pendant la peste noire de 1348/1349, la communauté juive est anéantie. En 1360, on signale à Francfort un Juif, Joseph de Cassel, qui est probablement un des rares survivants des massacres. À partir de 1368, des Juifs sont de nouveau mentionnés à Cassel et en 1398, il existe une communauté juive avec une synagogue (Judenschule). 
Au XVe siècle, une Judengasse est mentionnée dans des documents de 1455 et de 1486, à la périphérie de la ville, entre les berges de la Fulda et le monastère Ahnaberg. Plus tard, les Juifs ont habité dans la ruelle Hinter dem Judenbrunnen (derrière la fontaine des Juifs). En 1513, Maître Falke contribue à la construction d'un pont local et en 1520, il paie une rente pour l'entretien du cimetière, comme le fera sa veuve en 1526. Le Landgrave Philippe Ier de Hesse expulse les Juifs en 1524, mais accepte l'installation en 1530, pour une durée de dix ans, du Juif de cour Michel Jud de Derenbourg. En 1532, il édicte une loi de tolérance pour les Juifs, qui sera élargie en 1539. Seuls quelque Juifs sont autorisés à s'installer à Cassel, un docteur et plusieurs tisseurs de soie. En 1602, le Juif de cour Hayum est nommé maître-monnayeur.
En 1622, Cassel possède le premier Judenlandtag (parlement des Juifs) du landgraviat de Hesse-Cassel.
Pendant la guerre de Trente Ans (1618-1648), les Juifs sont expulsés de Cassel, cependant le Juif de cour Benedikt Goldschmidt (de) reçoit une autorisation de résidence en 1635, étendue en 1647 pour y inclure ses deux fils. De 1650 à 1715, des offices privés se tiennent dans la maison des Goldschmidt, conduits par le rabbin du village voisin de Brettenhausen, actuellement partie de Cassel, où un cimetière est ouvert en 1621.
Au XVIIe siècle, on compte en ville : en 1605, deux familles juives ; en 1620, 10 ; en 1632, 12 et de 1646 aux environs de 1700, 3 familles. En raison du petit nombre de Juifs à Cassel dans la seconde moitié du XVIIe siècle, le siège du rabbinat du landgraviat est transféré de 1656 à 1772 à Witzenhausen, avant de revenir à Cassel.  
La situation juridique des habitants juifs de la ville s'améliore progressivement à partir de la seconde moitié du XVIIIe siècle. Après 1767, les familles juives sont autorisées à s'installer sur l'ensemble du territoire de la ville. Quelques riches Juifs de cour (fournisseurs de la cour, banquiers de la cour ou joailliers de la cour) peuvent désormais acheter des maisons, mais la majorité les louent et ouvrent des boutiques pour exercer leur commerce.  Le nombre de familles juives grimpe alors rapidement, passant de 12 familles en 1726 à 18 en 1744 et déjà 50 familles à la fin du XVIIIe siècle.

### DuXIXesiècleà l'avènement du nazisme
En décembre 1807, Jérôme Bonaparte, frère de Napoléon devient roi de Westphalie et prend  Cassel comme capitale du royaume. Le statut juridique et civique des Juifs s'améliore: le décret du 27 janvier 1808, donne la liberté et l'égalité aux Juifs dans tout le royaume, abolit la Schutzgeld (argent de protection).  et les oblige à prendre un nom de famille: 
« Décret royal no 30 du 27 janvier 1808: la taxe payée par les Juifs est abolie. Nous Hieronymus Napoléon, par la grâce de Dieu et par la constitution, Roi de Westphalie, prince français, [..] avons, après examen des 10e et 15e articles de la constitution du 15 novembre 1807,  ordonné et ordonnons ce qui suit: 

Article 1: nos sujets qui sont dévoués à la religion mosaïque, doivent, dans nos États, jouir des mêmes droits et libertés que nos autres sujets. 

Article 2: Ces Juifs, qui sans être nos sujets, voyagent par notre royaume ou s'y arrêtent, doivent recevoir les mêmes droits et libertés que ceux accordés à tout autre étranger. »
De 1808 à 1813, le Consistoire juif du Royaume de Westphalie se réunit à Cassel, sous la présidence d'Israel Jacobsohn et de R. Loeb Mayer Berliner. Le consistoire modernise l'éducation religieuse, publie le premier périodique juif en allemand (Sulamit) et introduit des modifications dans les offices, anticipant celles du judaïsme réformé.  Sous le règne de Jérome Bonaparte, la population juive passe de 55 familles en 1806 à 203 en 1812.
En 1813, après la défaite de Napoléon, et le retour du Landgrave Guillaume IX de Hesse (1743-1821), le futur prince-électeur Guillaume Ier, le consistoire est aboli et l'égalité civique des Juifs est révoquée, mais leurs conditions dans l'état de Hesse restent nettement plus libérales que dans les autres états: en 1816, les droits civiques sont de nouveau attribués aux Juifs et en 1833, l'émancipation pleine leur est accordée. 59 hommes juifs de la région de Cassel, dont 11 de la ville de Cassel, participent aux guerres de libération de 1813-1814. Des Juifs de Cassel prennent également part à la guerre franco-allemande de 1870.
Au XIXe siècle, le nombre de résidents juifs croit fortement avec l'arrivée en ville de familles provenant de petites communautés rurales: il y a 1 870 Juifs en 1835 et environ 3 000 en 1875. De nombreuses associations juives principalement à vocation charitable voient le jour, entre autres: la Israelitische Krankenpflegeverein (Association israélite d'aide aux malades  ) fondée en 1878, la Israelitische Frauenverein (Association des femmes juives ) fondée en 1811, la Verein für Israelitische Armenpflege (Association pour l'assistance aux israélites nécessiteux )  fondée en 1878, la  Ferienkolonie (Colonie de vacances) de la loge Sinai-Loge UOBB, fondée en 1888, la Israelitische Brüderschaft Chewras Gemiluth Chasodim (Fraternité israélite du dernier devoir), fondée en 1874, la Bikkur Cholim-Verein (Association de visite aux malades), fondée en 1925, la Reichsbund Jüdischer Frontsoldaten (Fédération des soldats juifs du front), la Zionistische Vereinigung (Association sioniste). L'Organisation sioniste allemande organise sa XVIIIe conférence à Cassel en 1922.
En 1905, 2 445 Juifs vivent à Cassel et 2 750 en 1925 soit 1,62 % de la population totale.   
Jusqu'à les années 1930, l'Association des femmes israélites possède une maison de retraite juive, un orphelinat juif et une crèche. En plus de nombreux Juifs de Cassel sont membres d'associations municipales de la ville, comme les clubs sportifs ou les comités des fêtes.
Jusqu'au début du XIXe siècle, la grande majorité des familles juives vivent du commerce de marchandises diverses. Vers le milieu du XIXe siècle, la structure professionnelle de la communauté juive change, de nombreux jeunes Juifs apprennent l'artisanat ou s'inscrivent à l'université. En 1840, sur les 20 banquiers exerçant à Cassel, 15 sont juifs. Au milieu du XIXe siècle, on trouve à Cassel des ingénieurs, des docteurs, des avocats, des enseignants juifs, mais aussi des hôteliers et des restaurateurs juifs. De nombreuses sociétés industrielles sont créées par des entrepreneurs juifs et un grand nombre d'entreprises commerciales ou industrielles, emploient des hommes d'affaires juifs.
Pendant la Première Guerre mondiale, 62 soldats juifs de Cassel sont tués.
Après 1772, le siège du rabbinat du Land (rabbinat provincial) s'installe de nouveau à Cassel. De nombreux rabbins éminents vont occuper le poste: Philipp Roman, Lazarus Adler (de), Isaak Prager, Max Doctor, Gotthilf Walter et encore de 1936 à 1939 Robert Raphael Geis (de).
Les enfants juifs fréquentent soit l'école publique locale, soit l'école primaire juive. En 1933, cette école est fréquentée par 176 enfants.

### La période nazie
En 1933, à l'arrivée au pouvoir des nazis, la population juive de Cassel se monte à 2 301 personnes représentant 1,31 pour cent de la population de la ville. Dès le début de 1933, des actions violentes sont exercées contre les Juifs. Le 24 mars 1933, l'avocat Max Plaut est brutalisé par des nazis de Cassel. Il meurt dix jours plus tard des suites de ses blessures. Le boycott des entreprises juives est réclamé dès 1930 par le journal nazi Hessische Volkswacht. Après un discours de Julius Streicher à la salle municipale de Cassel, le 11 décembre 1936, de nombreux magasins appartenant à des Juifs sont saccagés. De 1936 à 1938, la majorité des entreprises juives sont obligées de fermer ou sont aryanisées.
Lors de la nuit de Cristal, du 9 au 10 novembre 1938, la synagogue est vandalisée et démolie peu après et les magasins appartenant encore à des Juifs sont pillés. Plus de 250 hommes juifs, dont le rabbin sont arrêtés et envoyés au camp de concentration de Buchenwald, où ils seront détenus pendant plusieurs semaines. Les années suivantes, les Juifs qui vivent encore à Cassel sont privés de leurs droits civiques. En 1940, environ 1 300 Juifs vivent encore à Cassel. À la suite des déportations, de fin 1941 à début 1945, Cassel est considéré Judenfrei (vide de Juifs): 460 Juifs ont été déportés à Riga en 1941, 99 à Majdanek en 1942 et 323 à Theresienstadt la même année. Le livre mémorial Namen und Schicksale der Juden Kassels 1933-1945 (Noms et destins des Juifs de Cassel – 1933-1945) énumère les noms de 1 007 habitants juifs assassinés.    

### Personnalités juives de Cassel
- Ludwig Mond (1839-1909), chimiste et industriel, qui s'établira en 1880 en Angleterre.
- Salomon Hermann Mosenthal (1821-1877), écrivain, dramaturge et poète, auteur de plusieurs librettos.
- Sara Nussbaum (1868-1956), internée au camp de concentration de Theresienstadt, se porte volontaire comme infirmière au pavillon des malades du typhus. Elle est la première femme citoyen d'honneur de la ville de Cassel en 1956.
- Albrecht Rosengarten (1809-1893), architecte spécialisé dans la construction de synagogues, dont celle de Cassel,
- Franz Rosenzweig (1886-1929), philosophe et théologien juif, spécialiste du messianisme.

## Les rabbins de Cassel de 1779 à 1939
De 1625 jusqu'à après la guerre de trente ans (1656 à 1772), le siège du rabbinat du Land est situé à Witzenhausen. En 1772, le siège est transféré à Cassel. En 1779, le parlement juif réunit à Melsungen, nomme Josef-Moses Hess, comme premier rabbin du Land à Cassel. 
- De 1779 à 1793 : rabbin Josef-Moses Hess ou Josef-Moses Kugelmann (né à Meimbressen, décédé à Cassel en 1793). Il est depuis 1762 Dayan (juge du tribunal rabbinique: Beth din) de Fürth, puis président du rabbinat de cette ville. Il est rabbin du Landgraviat de Hesse-Cassel à partir de 1779 et directeur d'une Yechiva (école talmudique).
- De 1795 à 1814 : rabbin Löb Berlin (né en 1737 à Fürth, décédé à Cassel en 1814). Après des études à Fürth et Halberstadt, il est Dayan de Fürth en 1782 et rabbin de Baiersdorf. En 1789, il est nommé rabbin de Bamberg et en 1795 rabbin du Land de Hesse-Cassel. De 1808 à 1813, il est doyen des trois grands-rabbins du consistoire de Westphalie.
- De 1814 à 1829 : rabbin Samuel Josaphat (né en 1768 à Witzenhausen, décédé à Cassel en 1829). Après des études à Metz, il est nommé rabbin de Witzenhausen. En 1814, après l'abolition du consistoire, il devient Dayan et rabbin provisoire de la ville de Cassel, puis rabbin provincial et rabbin du Land.
- De 1829 à 1830 : rabbin Gerson Josaphat (né en 1808 à Cassel, décédé en 1883 à Halberstadt) comme administrateur. Il est le fils du rabbin Samuel Josaphat. Après des études à Mannheim, il est nommé administrateur du rabbinat à Cassel, poste qu'il quitte pour étudier à Bonn puis à Marbourg. En 1836, il est rabbin de Yechiva et professeur de Talmud à Halberstadt.
- De 1836 à 1842 : rabbin Philipp Roman (né en 1810 à Heidingsfeld, décédé en 1842 à Cassel). Il étudie à Wurtzbourg et est nommé en 1836 rabbin de la communauté de Cassel, rabbin provincial pour la Basse-Hesse et rabbin du Land à titre provisoire. Il devient officiellement l'année suivante rabbin du Land.
- De 1842 à 1852, des différends entre les groupes juifs libéraux et traditionnels ne permettent pas de désigner de rabbin du Land.

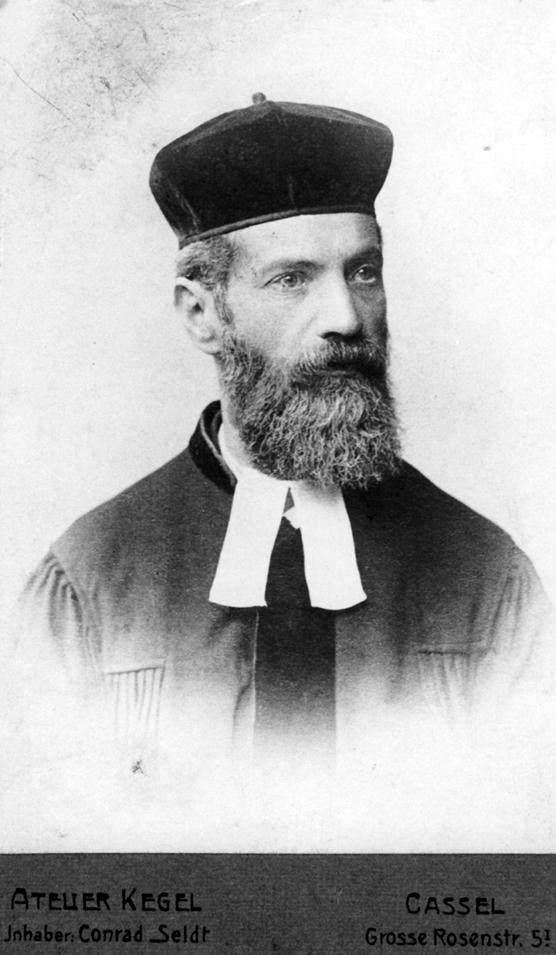
Rabbin Isaak Prager

- De 1852 à 1884 : Rabbin Lazarus Levi Adler (de) (né en 1810 à Unsleben, décédé en 1886 à Wiesbaden). Fils du rabbin et Dayan Naphtali-Hirsch Adler, il étudie à Gelnhausen et Wurtzbourg, puis à Munich et obtient un doctorat à Erlangen. Il devient alors assistant de son père à Unsleben, puis en 1840 rabbin de district à Bad Kissingen. Il est nommé rabbin du Land à Cassel en 1852, poste qu'il occupe jusqu'à sa retraite en 1884.
- De 1885 à 1905 : rabbin Isaak Prager (né en 1847 ou 1849 à Lendzin en Haute-Silésie, décédé en 1905 à Cassel). Il étudie à Breslau et est depuis 1877 directeur de l'école religieuse de Hanovre et depuis 1880 directeur de la LBA (École de formation permanente des enseignants) de Hanovre. Il est rabbin du Land à Cassel de 1885 à 1905.
- De 1906 à 1918 : rabbin Max Doctor (né en 1870 à Zülz (Biala) en Haute-Silésie, décédé en 1918 à Cassel). Après des études à Breslau, il y enseigne à partir de 1894, avant d'être nommé en 1899 rabbin remplaçant de la synagogue à la Cigogne Blanche et professeur de religion. En 1900, il devient rabbin de district à Bruchsal, puis en mai 1906, rabbin du Land à Cassel.
- De 1919 à 1936 : rabbin Gotthilf Walter (né en 1867 à Lobsenz, province de Posnanie, décédé en 1942 à Berlin). Après des études à Breslau et Berlin et un doctorat obtenu à Leipzig, il est nommé en 1890 rabbin libéral de Bromberg. Il devient rabbin du Land à Cassel en 1919 jusqu'à sa retraite en 1936 qu'il passe à Berlin.
- 1935, rabbin suppléant : Salomon Herbst (né en 1912 à Krefeld). Il étudie à Breslau, avant d'être nommé rabbin suppléant à Cassel, puis en 1936-1937, rabbin de Stolp en Poméranie. Il émigre en 1938 aux États-Unis.
- 1936, rabbin intérimaire : Heinrich Levi Bassfreund (né en 1886 à Tarnowitz et décédé à Petah Tikva en Israël). Fils du grand-rabbin de Trèves, Jakob Bassfreund, il étudie de 1904 à 1911 à Berlin. En 1911, il est rabbin de Pinne (Pniewy) en Posnanie, puis en 1917 de Pless en Haute-Silésie et en 1918 rabbin militaire. Il obtient son doctorat à Giessen en 1920 et occupe de 1923 à 1938 le poste de  rabbin de district à Eschwege. En 1936, il est nommé rabbin provincial intérimaire de Cassel. En 1938, il émigre en Palestine où il est rabbin de la communauté Meqor Hyaim.
- De 1937 à 1939 : rabbin professeur Robert Raphael Geis (de) (né en 1906 à Francfort-sur-le-Main, décédé en 1972 à Baden-Baden). Après des études à Berlin, Breslau et Cologne, il est nommé en 1932, second rabbin de Munich, chargé de la jeunesse. De 1934 à 1937, il est rabbin de la ville de Mannheim et de 1937 à 1939, rabbin de la communauté de Cassel, rabbin du Land et grand-rabbin de Hesse. Lors de la nuit de Cristal en novembre 1938, il est arrêté et déporté au camp de concentration de Buchenwald. En 1939, il émigre en Palestine et exerce de 1939 à 1946 comme professeur à l'Université hébraïque de Jérusalem. De 1946 à 1952, il est rabbin de la communauté émigrée à Amsterdam, puis de 1952 à 1956, rabbin du Land à Baden (Frankfort) et professeur à l'Université de Fribourg. Il finit sa vie en s'installant à Baden-Baden.

## Histoire de la synagogue

### Au Moyen Âge
Une première synagogue (Judenschule) est mentionnée en 1398, située dans le Judengasse, en bordure de la vieille ville, entre la rive de la Fulda et le monastère Ahnaberg. À proximité se trouve le cimetière juif, entre le monastère et le moulin de la Fulda.    

### XVIIIesiècle

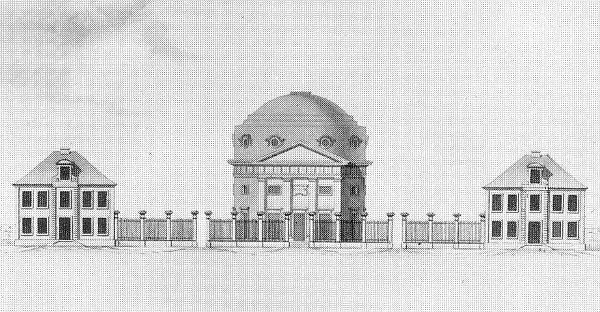
Projet de synagogue proposé par Jussow vers 1775

La première synagogue de l'époque moderne est construite à Cassel en 1754. Elle ressemble toujours à une maison, et est cachée derrière une autre maison.
Un terrain est acheté en 1775 pour la construction d'une nouvelle synagogue. L'architecte Heinrich Christoph Jussow (de) (1754-1825) dessine en 1781 les plans de cette nouvelle synagogue, avec un porche et un fronton rectangulaire. La salle de prière devait être couronnée d'une immense coupole. À côté, Jussow planifie un bâtiment pour la communauté juive et pour l'administration scolaire. Mais l'ensemble ne sera pas construit, malgré les besoins grandissants de la communauté juive et dans les années suivantes, l'ancienne synagogue devient de moins en moins adaptée.  

### XIXeetXXesiècles

#### Construction d'une nouvelle synagogue
En 1827, l'ancienne synagogue est fermée par mesure de police en raison de risques d'effondrement. Les années suivantes, les offices sont célébrés dans des maisons particulières. Plusieurs familles juives transforment une des pièces de leur maison en oratoire, où elles invitent famille et amis. Une salle de prière publique est créée temporairement dans l'école juive Israelitische Schulanstalt, mais elle ne peut accueillir qu'une petite partie de la communauté. Les dirigeants communautaires décident alors l'année suivante la construction d'un nouveau bâtiment.  

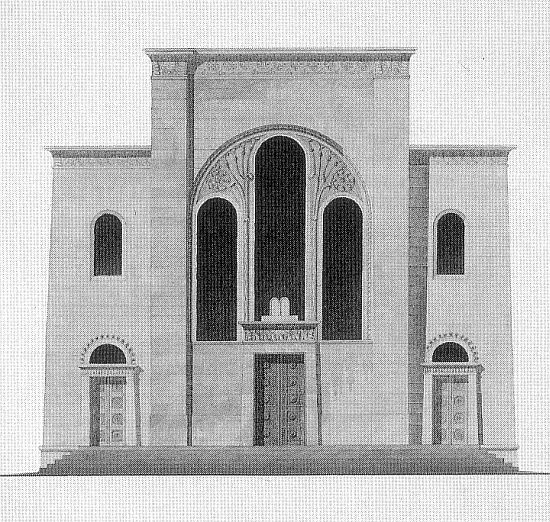
Projet de synagogue proposé par Bromeis en 1833

Le Landgrave propose un terrain idéal pour la construction de la synagogue, mais celui-ci est rejeté par la communauté juive, sous le prétexte que le chemin pour s'y rendre le chabbat serait trop long pour de nombreux fidèles. D'autres raisons peuvent avoir aussi joué pour ce refus: l'endroit offert est bien en vue et pas suffisamment sécurisé et d'autre part la communauté ne désire pas reprendre le style imposé par l'architecte de la cour pour un tel chantier.  Le gouvernement leur propose alors un nouveau terrain situé à l'angle de la Untere Königstraße et de la Bremerstraße, que la communauté juive accepte cette fois.
La communauté juive demande à l'architecte en chef August Schuchardt d'étudier le projet. De 1830 à 1832, celui-ci présente à la communauté plusieurs plans qui sont tous refusés. Le directeur de l'office de la construction de Cassel, Johann Conrad Bromeis (de), qui était jusqu'en 1831, aussi architecte de cour, présente lui aussi son projet. Les différents projets provoquent de vifs débats dans la communauté sur la question du style dans lequel doit être construite la synagogue. Beaucoup font valoir que le style égyptien n'est pas adapté, car rappelle une période sombre de l'histoire des Juifs, la période d'oppression en Égypte, et qu'actuellement la communauté est essentiellement marquée par la culture occidentale.  Le Landgrave décide en 1834 de s'impliquer, et demande à son architecte de cour Julius Eugen Ruhl (de) de proposer de nouveaux projets, mais même ceux-ci ne plaisent pas à la communauté. 
Différents projets proposés par l'architecte Julius Eugen Ruhl en 1834:

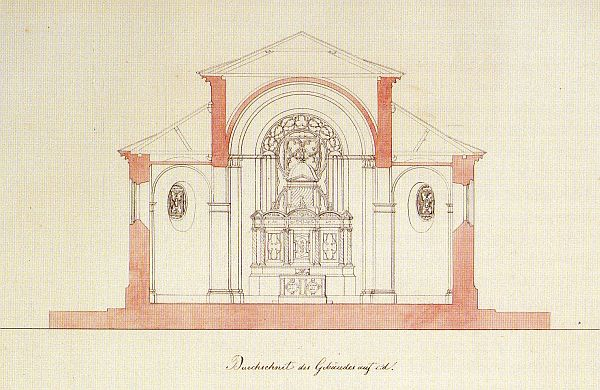
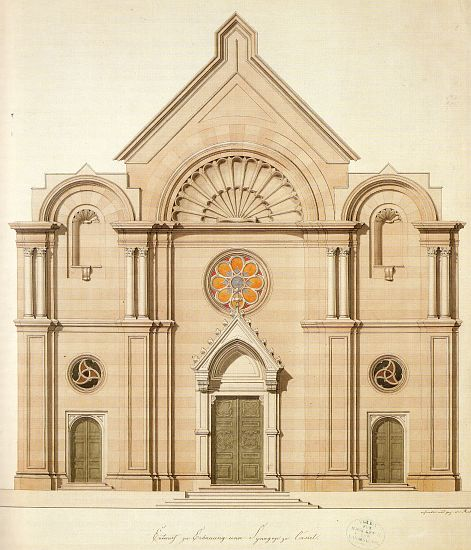
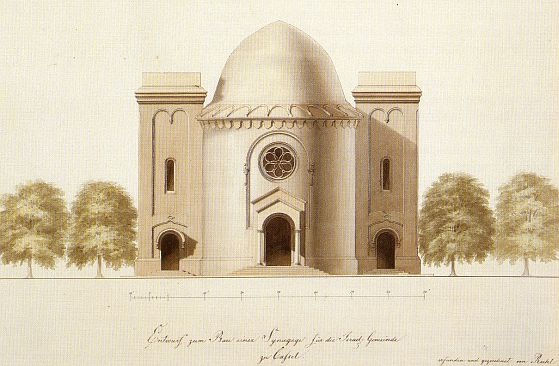

Au cours des discussions, il devient clair que la communauté préfère le projet d'un de ses membres, l'architecte Albrecht Rosengarten, qui lui-même est un élève de Schuchardt. Il envisage un plan basilical avec un étage de galerie, un toit à voûte en berceau, et un porche à l'ouest. La façade est encadrée de deux tours d'escalier.
Extérieurement le bâtiment est de style néoroman (Rundbogenstil). Le projet de Rosengarten correspond aux idées de la communauté, la synagogue ne dépareille pas, même si elle ne ressemble à aucun autre bâtiment de Cassel. 
Plans de la synagogue par Albrecht Rosengarten

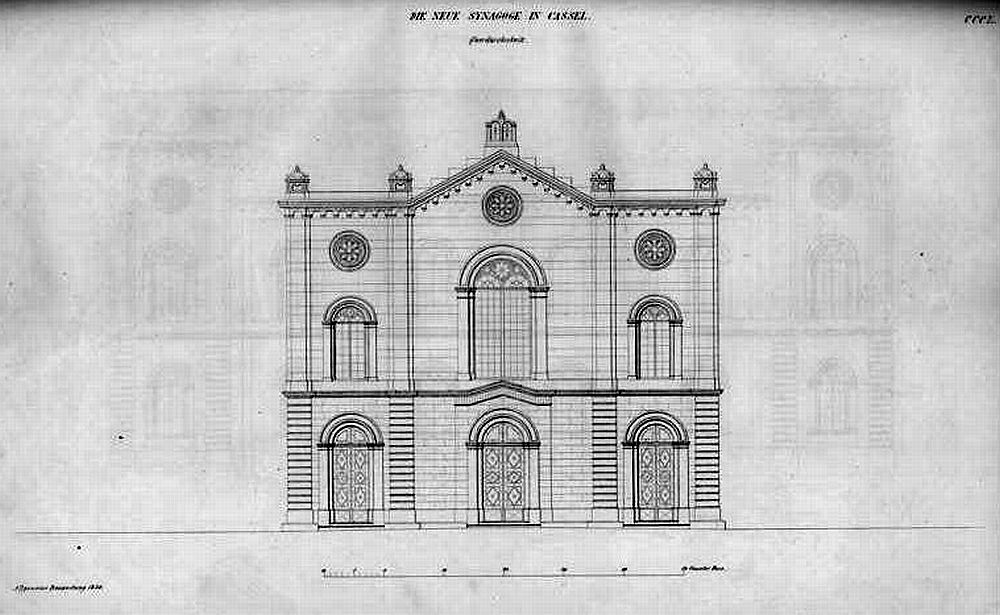
Façade principale de la synagogue
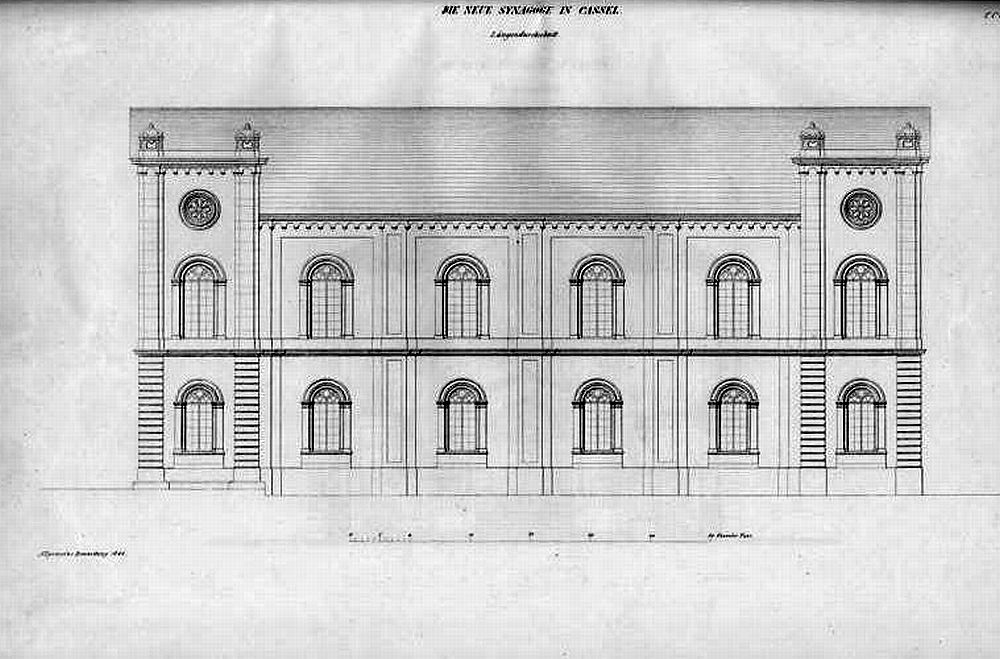
Façade latérale de la synagogue
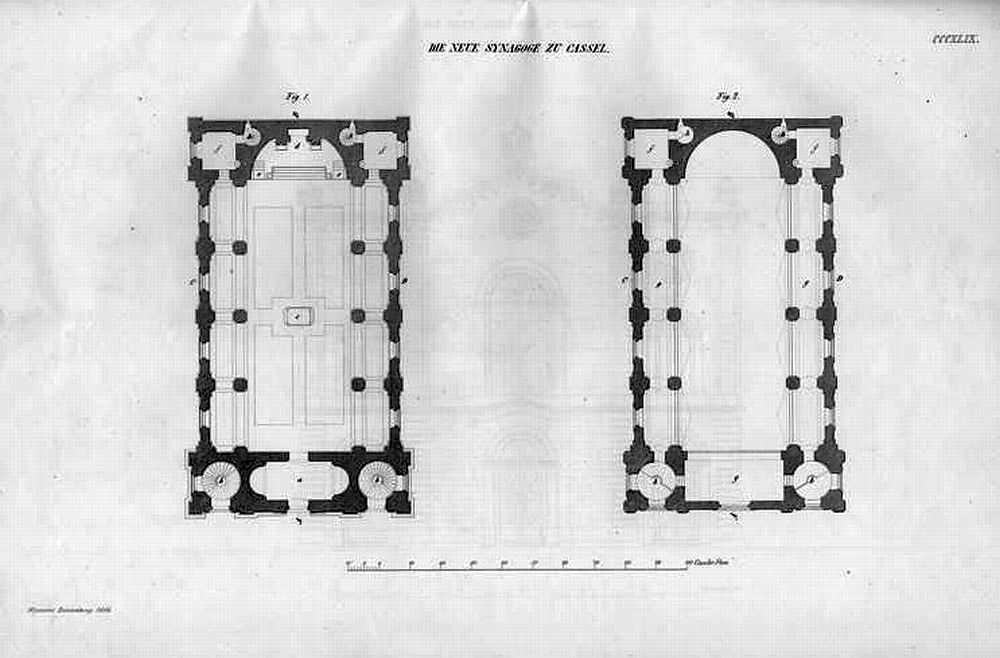
Plan des deux niveaux de la synagogue
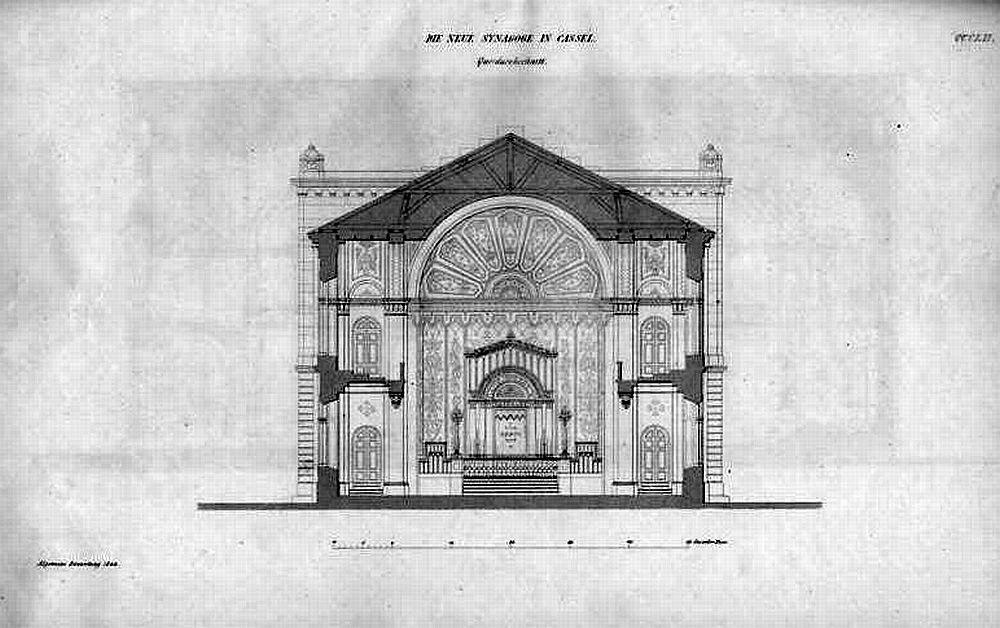
Coupe transversale de la synagogue
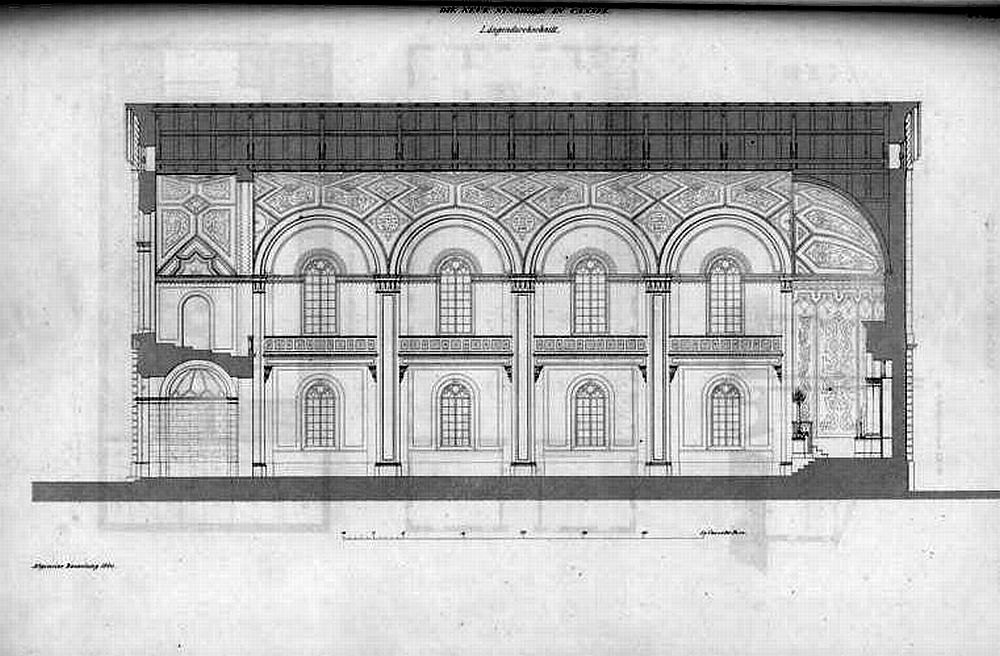
Coupe longitudinale de la synagogue

En 1837, dès la décision prise, les travaux de construction commencent, soit dix ans après l'abandon de l'ancienne synagogue comme le mentionnent les journaux de la communauté: 
«  Comme vous le savez peut-être, nous n'avons plus de synagogue depuis une décennie, et la communauté se répartit dans plusieurs annexes, des pièces sombres et étroites, où vous devez, si possible, faire abstraction du monde extérieur si vous voulez prier avec dévotion. Mais les fondations de la nouvelle synagogue sont déjà terminées et nous nous réjouissons de son prochain achèvement. Parmi les différents projets gouvernementaux présentés, la préférence a été donnée à M. Rosengarten, consacrant l'architecture de jeunes israélites talentueux. 

Dans un beau et calme quartier de la ville, elle s'élèvera librement, tout simplement grandiose, et déjà par ses formes extérieures, affichera sa signification spirituelle. Son coût est estimé à 40 000 Thaler et apporte la preuve réjouissante que notre communauté, déjà supportant des taxes importantes et malgré l'absence depuis 20 ans d'un rabbin du Land, a conservé son sens religieux. Parmi beaucoup d'hommes qui se sont occupés de la construction de la synagogue, M. Weill, l'un des chefs de la communauté mérite tout particulièrement notre reconnaissance pour avoir mené l'affaire avec intelligence et zèle.  

Avec l'inauguration de la nouvelle synagogue, le Dr Roman devient le nouveau rabbin du Land. »
Lorsque la construction de la synagogue est en grande partie achevée, Allgemeine Zeitung des Judentums en fait une description architecturale détaillée sur le ton emphatique traditionnel de l'époque : 
« …Tout d'abord, pour notre nouvelle synagogue, l'adage "Le bon travail nécessite du temps" s'applique pleinement…Notre nouvelle synagogue est, en ce qui concerne la construction extérieure, totalement terminée et le travail intérieur avance rapidement de sorte que l'été prochain, si Dieu veut, nous pouvons espérer à coup sûr l'inauguration.

Un majestueux bâtiment de 130 pieds de long sur 72 pieds de large, entièrement en pierre et de style byzantin, situé dans la partie inférieure de la Königstraße et parfaitement visible de tous les côtés, qui sera reconnu par les étrangers et les habitants comme un ornement, non seulement de ce quartier, mais de notre belle ville. Le pignon ouest de la façade principale avec trois entrées à arc plein-cintre, une entrée principale et deux entrées latérales pour les galeries des femmes- une grande baie-fenêtre au-dessus de l'entrée principale;  de gracieuses lésènes en pierre de grès bruns taillées, situées sur les côtés, à intervalles de 20 pieds, avec des corniches doubles et des ornements intermédiaires agréables, de même aux quatre coins du bâtiment, des pilastres délimitent les tours rectangulaires; Sur la façade, au-dessus de la baie-fenêtre, s'élève le fronton à angle obtus, au sommet duquel la signification sacrée du bâtiment est proclamée d'une simplicité ingénieuse, en lettres dorées, par les Tables de la Loi. Tout cela donne une impression de la plus grande bienveillance. Les façades latérales de la maison de culte ne paraissent pas moins dignes. Entre les tours d'angle, le toit d'ardoises scintille en pente modérée. Entre les lésènes, les fenêtres à arc plein-cintre complètent le caractère de l'ensemble de la plus belle expression de simplicité et de noblesse…
  
À l'intérieur, sur les deux côtés, trois piliers rectangulaires aux angles arrondis, soutiennent la galerie des femmes. La distance de l'entrée, sans compter le petit vestibule, jusqu'à la grande niche pour l'Arche Sainte, est de 90 pieds, en tout 115 pieds. Les décorations du plafond ne sont pas encore terminées. Les aménagements intérieurs de l'espace, l'emplacement de la chaire, des bancs, etc. font l'objet de discussions entre l'architecte, les anciens de la communauté, le Dr Roman, rabbin du Land et M.. Le Dr Pinhas;…  »

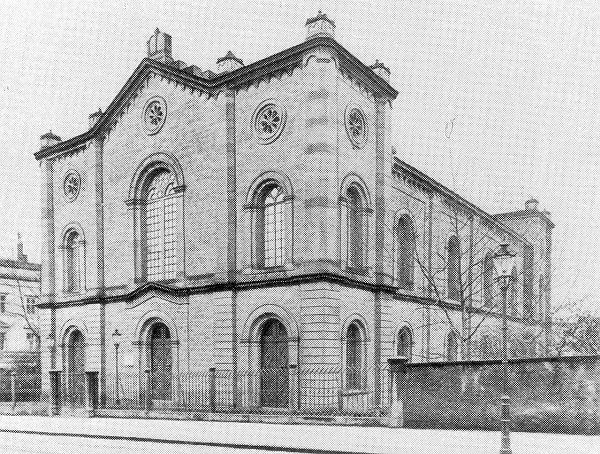
La synagogue de Cassel- vue extérieure

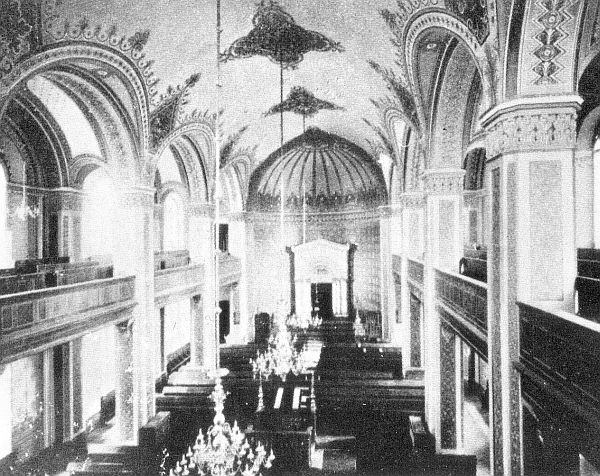
La synagogue de Cassel- vue intérieure

#### Inauguration de la nouvelle synagogue
Le 8 août 1839, la synagogue est finalement inaugurée. Plusieurs quotidiens locaux décrivent l'inauguration, ainsi que le Allgemeine Zeitung des Judentums qui fait remarquer que pour la cérémonie, l'orchestre de la cour, ainsi que l'orchestre de l'armée leur ont été refusés: 
« Le bût réel de mon article concerne les cérémonies qui ont accompagné l'inauguration de la maison de Dieu. Une foule d'Israélites étrangers, surtout des environs, sont arrivés pour assister à cette cérémonie qui a commencé à 1h30 de l'après-midi. Il avait été attribué 1 000 billets d'entrée, dont chaque famille israélite locale n'avait reçu que trois, afin que le reste soit utilisé pour permettre à un grand nombre d'habitants chrétiens d'assister à la célébration. Les représentants de l'administration civile et militaire, tous les ministres, les responsables des dicastères et des collèges d'état, les membres du corps diplomatique, le clergé des différentes confessions chrétiennes, la municipalité de la ville de Cassel, et d'autres notables avaient été invités et représentaient une grande partie de ces invitations. On avait distribué uniquement le nombre de billets d'admission, de façon à remplir l'espace intérieur  du bâtiment à consacrer, mais on aurait pu en distribuer le double pour satisfaire la demande.
 Une députation de la communauté juive locale s'était quelques jours plus tôt rendue à Wilhelmshöhe pour demander une audience au Prince-Régent afin de le solliciter de bien vouloir honorer de sa présence l'inauguration de la nouvelle synagogue, mais cette délégation n'a pas été admise, et donc une demande écrite a été transmise au Prince, lequel n'a pas donné suite.

La nef du bâtiment était, malgré sa grandeur totalement remplie, les galeries étaient occupées par les femmes de la communauté israélite. Parmi les nombreuses personnes présentes, on remarquait les militaires dans leur uniforme, tandis que les fonctionnaires de l'état avaient l'interdiction de paraitre en uniforme. Ils avaient aussi l'interdiction de participer à la cérémonie en tant que corps, mais seulement en individuel. Cette cérémonie entièrement religieuse, qui a duré deux heures, s'est déroulée dans l'ordre le plus parfait, avec un grand décorum. 

Comme les artistes de la chapelle de la cour n'étaient pas autorisés à accompagner de leurs instruments le chœur, et qu'aussi les musiciens de l'armée n'avaient pas reçu la permission et avaient donc refusé, on s'était borné à prendre les musiciens de la Garde nationale locale, si bien qu'à vrai dire, la musique instrumentale était défectueuse. 
 
L'office a débuté par une prière entonnée par le chœur. À la fin de la prière, le rabbin du Land, les autres rabbins présents, avec des responsables et des membres de la communauté locale, se sont rendus dans la salle située à droite du Tabernacle, pour chercher les rouleaux de Torah et les ramener dans l'Arche Sainte. À leur retour, toute la communauté s'est levée. Le bedeau (Shamess) a ouvert le Tabernacle, le rabbin du Land a déposé les rouleaux de la Torah et le bedeau a refermé le Tabernacle. Puis le rabbin du Land a prononcé une action de grâce et la communauté a répondu : Amen. Puis le chantre et le chœur tout à tour, joints par la communauté, ont chanté le Psaume XV. Après cela, le bedeau a rouvert l'Arche Sainte, le rabbin du Land a sorti les rouleaux de Torah qui s'y trouvaient et les a remis aux autres rabbins et dirigeants, gardant dans ses bras le dernier rouleau. Pendant que le chantre entonnait un hymne, auquel répondait le chœur, les porteurs de Torah effectuaient une ronde solennelle, puis remettaient leur rouleau de Torah au rabbin du Land qui les reposait dans l'Arche Sainte, avant de refermer celle-ci. À la fin de la cérémonie, le Psaume 24 et quelques autres cantiques sont chantés par le chœur et la communauté.  
Le rabbin du Land… monta en chaire et tint en langue allemande, viva voce, sans lire, un beau sermon de consécration, qui par son contenu aurait pu être tenu dans une église chrétienne, et qui était tout simplement trop long pour retenir suffisamment l'attention sur son contenu jusqu'à la fin. À la fin du discours, le chœur entonna le: Herr Gott, dich loben wir (Seigneur Dieu, nous te louons) et plusieurs psaumes accompagné par la communauté. À la fin, le rabbin du Land dit devant le Tabernacle la prière pour le souverain, et la cérémonie se termina par un Alléluia chanté par le chœur. »
L'achat du terrain a coûté 7 250 Thalers. Le coût de la construction estimé initialement à 30 700 Thalers, s'est élevé à 42 743 Thalers, provenant de dons de la communauté, mais aussi de familles chrétiennes. Des Juifs étrangers ont aussi participé financièrement à la construction, dont le banquier de Francfort, Amschel Mayer Rothschild, qui a offert 300 Louis d'or.  
La synagogue de Cassel au cours des années suivantes servit de modèle à plusieurs autres synagogues de pays de l'Europe centrale, comme celles de Mannheim, Marbourg, Linz, Prešov et Jihlava.
En 1889, la synagogue fait l'objet d'une rénovation importante et d'une extension significative. Une commission de dix-sept membres de la communauté confie les travaux à l'architecte W. Böttner. L'éclairage à la bougie est alors remplacé par un éclairage au gaz. Elle sera de nouveau agrandie en 1907 et pourra accueillir près de 1 000 personnes.

#### Destruction de la synagogue
La synagogue ne fêtera pas ses cent ans. Le 7 novembre 1938, deux jours avant la nuit de Cristal, la synagogue est profanée par les nazis. Une trentaine d'hommes font irruption le soir dans le bâtiment, s'emparent des rouleaux de Torah et d'autres objets rituels et les jettent sur le parvis avant d'y mettre le feu. Ils tentent d'incendier le bâtiment, mais les pompiers réussissent à éteindre l'incendie, ce qu'ils auront formellement l'interdiction de faire lors de la nuit de Cristal. Des centaines de personnes assistent à cet événement, dont certains avec des applaudissements et des cris de joie. Le centre communautaire de la communauté juive orthodoxe, situé 22 Großen Rosenstraße, est aussi dévasté et complètement détruit de l'intérieur. Le 11 novembre 1938, le conseil municipal décide de démolir la synagogue « pour répondre à des problèmes de stationnement ».
Sur la place de l'ancienne synagogue a été apposée une plaque commémorative avec le texte : 
« Hier stand die im Jahre 1839 fertiggestellte Synagoge der Kasseler Jüdischen Gemeinde, der im Mai 1933 2301 Mitglieder angehörten. Viele waren bereits geflohen, als am 7. November 1938 Aktivisten der NSDAP in die Synagoge eindrangen und den Thora-Schrein aufbrachen, Gebetrollen und Kultgegenstände in Brand steckten. Die Stadtverwaltung ließ das unversehrt gebliebene Bauwerk kurz danach 'abtragen', um dort einen Parkplatz zu errichten. Die Gemeindewurde zerschlagen
(Ici s'élevait, construite en 1839, la synagogue de la communauté juive de Cassel, qui en mai 1933 se composait de 2 301 membres. Beaucoup avait déjà fui quand le 7 novembre 1938, des militants du NSDAP ont pénétré dans la synagogue et ont fracturé l'Arche Sainte et mis le feu aux rouleaux de prière et aux objets de culte. Le conseil municipal a fait ensuite raser le bâtiment resté intact pour y faire construire un parking. La communauté a été anéantie) »

### La synagogue orthodoxe
En 1896, le porte-parole des membres de la communauté orthodoxe, le banquier Manus Elias de Gudensberg (à 20 km au sud de Cassel), demande l'autorisation de construire une seconde synagogue pour les Juifs fidèles à la Torah de la communauté. Cette synagogue est inaugurée en 1898 au 22 Großen Rosenstraße. Elle offre environ 200 places assises. Dans cette synagogue, l'office se déroule selon le rite traditionnel, sans accompagnement d'orgue. Jusqu'en 1924, le chantre et le bedeau sont fournis par la synagogue principale de la Königstraße. À partir de 1924, la synagogue a son propre chantre. La synagogue est détruite en 1938 par les nazis.